# Arnaud Louvet
Arnaud Louvet, né le 14 octobre 1971 à Toulouse, est un scénariste, réalisateur et producteur de cinéma et de télévision. 
De 1998 à 2006, Arnaud Louvet a été chargé de programmes au sein de l'Unité Fictions d'Arte France, aux côtés de Pierre Chevalier, collaborant à près d'une centaine de téléfilms, parmi lesquels Lady Chatterley de Pascale Ferran, L'Intrus de Claire Denis, Bamako d'Abderrahmane Sissako ou encore Zéro Défaut de Pierre Schoeller. 
De 2000 à 2002, il est consultant permanent de la résidence de la Cinéfondation du Festival de Cannes, pour accompagner les réalisateurs résidents dans l'écriture de leurs scénarios. En 2008, il est appelé par Pascale Ferran à faire partie du Club des 13 et co-rédige le rapport Le milieu n’est plus un pont mais une faille. En 2010, il produit Pauline et François de Renaud Fély, dont il signe l'adaptation du scénario. En 2012, il produit La Petite Venise d'Andrea Segre, aux côtés de Francesca Feder, Prix Lux du Meilleur Film Européen. En 2014, il initie et produit Virage Nord de Virginie Sauveur, une mini-série de 3x52 minutes pour Arte, qui obtient le prix de la meilleure série au festival de La Rochelle la même année.
En 2016, il co-réalise et produit L'Ami, François d'Assise et ses frères dont il co-signe également le scénario, aux côtés de Renaud Fély.

## Filmographie

### Comme producteur

#### Cinéma
- 2010 : Pauline et François de Renaud Fély
- 2012 : La Petite Venise de Andrea Segre
- 2015 : Viva la Sposa de Ascanio Celestini
- 2016 : L'Ami, François d'Assise et ses frères de Renaud Fély et Arnaud Louvet

#### Télévision
- 2014 : Virage Nord de Virginie Sauveur
- 2019 : Océan (websérie documentaire) de Océan

### Comme réalisateur
- 2016 : L'Ami, François d'Assise et ses frères de Renaud Fély et Arnaud Louvet.

### Comme scénariste
- 2010 : Pauline et François de Renaud Fély
- 2014 : Virage Nord de Virginie Sauveur
- 2016 : L'Ami, François d'Assise et ses frères de Renaud Fély et Arnaud Louvet